# Verkehrsbetrieb Potsdam

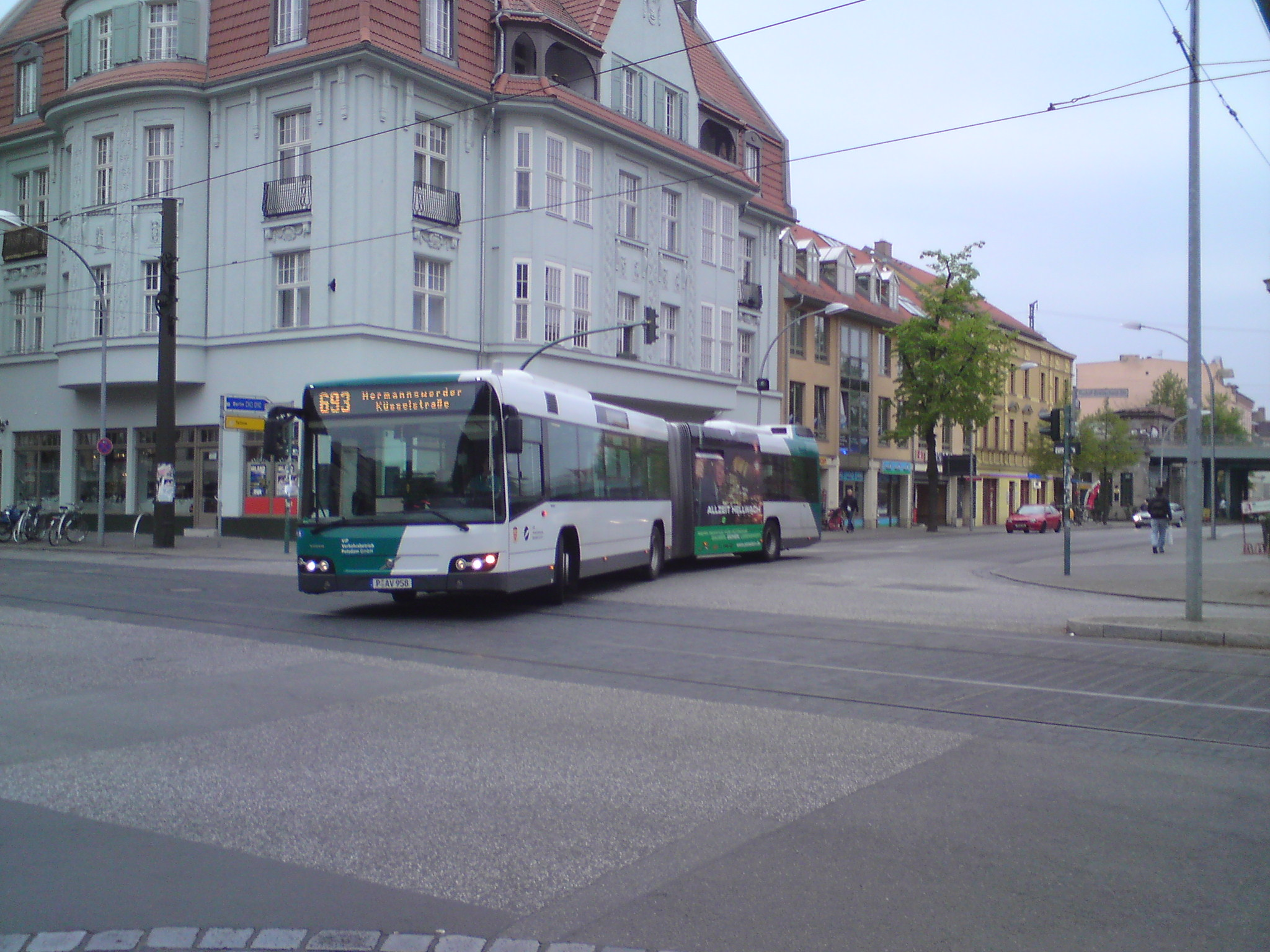
Autobus della ViP a Rathaus Babelsberg

La ViP Verkehrsbetrieb Potsdam GmbH (la dicitura ViP sta per Verkehrsbetrieb in Potsdam) è l'azienda di trasporti pubblici della città extracircondariale di Potsdam, nel Brandeburgo, in Germania.
Gestisce la parte principale del trasporto pubblico a Potsdam. La società è una filiale della Stadtwerke Potsdam GmbH.
Oggi nella compagnia di trasporto, tra l'altro partner della VBB, operano 7 linee di tram e 21 linee di autobus e un servizio di traghetto. Con una lunghezza totale di circa 389 chilometri, l'azienda trasporta 27 Milioni di persone ogni anno.

## Storia

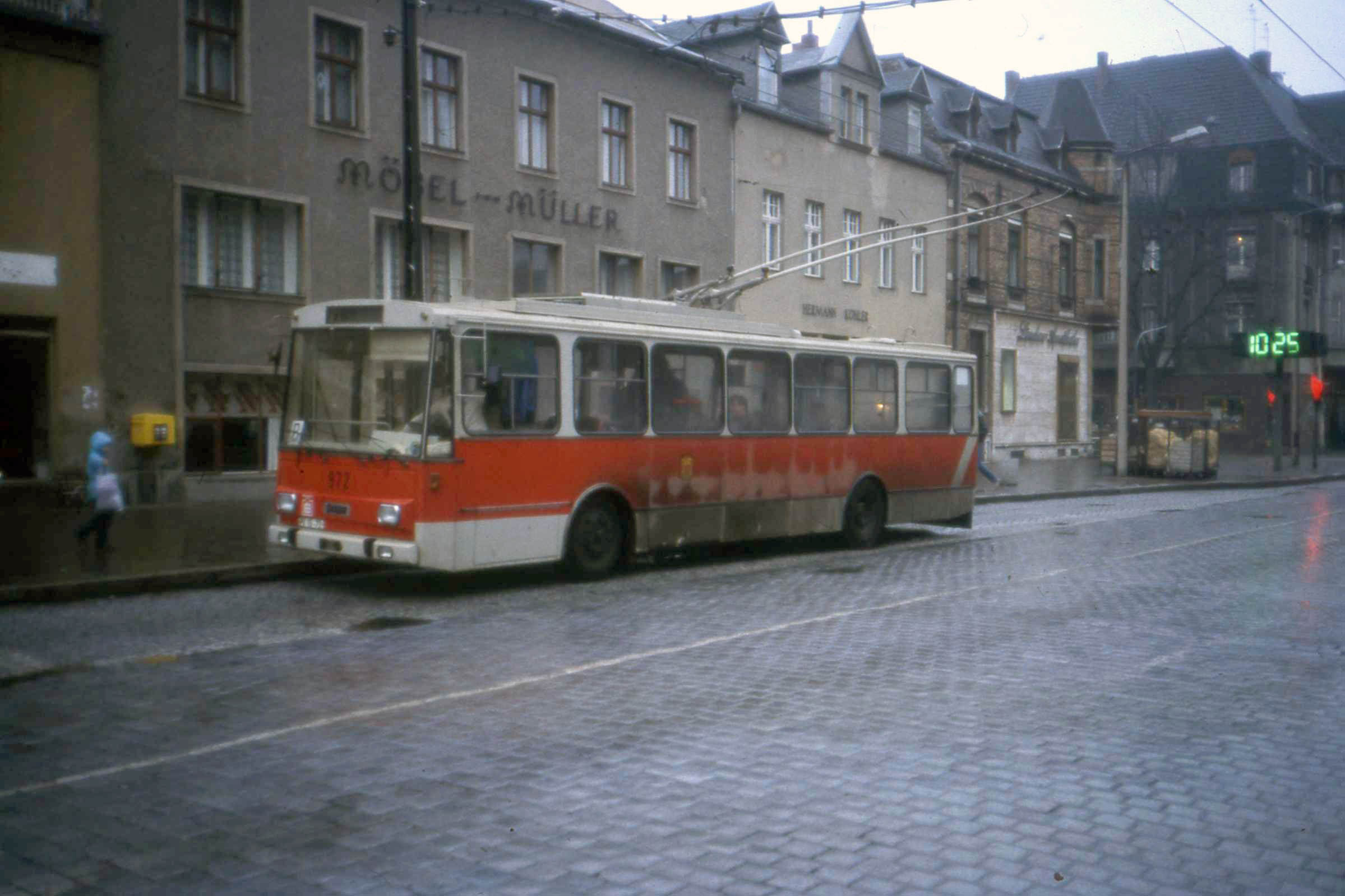
Filobus della Škoda nella Karl-Liebknecht-Straße (Gennaio 1990).

Nel Dicembre 1990, con la nuova forma giuridica della GmbH, l'ex VEB Verkehrsbetrieb Potsdam è stata rifondata e ha cambiato il nome in Verkehrsbetrieb Potsdam (ViP).
Insieme ai tram e agli autobus, esistevano fino al 1995 anche i filobus. Le due linee A e B (dal maggio 1991 rispettivamente 690 e 691) operavano tra Babelsberg e Drewitz. L'operazione dei filobus è stata sospesa il 22 gennaio 1995.

## Statistiche
- Vagoni del Tram: 53
- Autobus: 54
- Traghetti: 1

## Linee
La ViP gestisce 21 linee di autobus, 2 delle quali sono espresse (contrassegnate con una X):
- X5 Bhf Golm - S Hauptbahnhof
- X15 S Hauptbahnhof - Schloss Sanssouci
- 603 Höhenstr. - Platz der Einheit (- S Hauptbahnhof)
- 605 Wissenschaftspark Golm - S Hauptbahnhof via Altes Rad
- 606 (Alt-Golm -) Wissenschaftspark Golm - S Hauptbahnhof
- 609 (Paaren -) Kartzow - Am Schragen (- S Hauptbahnhof)
- 612 Neu Toplitz - Bornstedt, Kirschallee (- S Hauptbahnhof)
- 616 S Babelsberg/Schulstraße - S Griebnitzsee
- 638 S+U Rathaus Spandau - S Potsdam Hauptbahnhof
- 639 Groß Glienicke, Waldsiedlung - Am Park (> Theodor-Fontane-Str.)
- 690 S Hauptbahnhof - Am Stern, Johannes-Kepler-Platz
- 691 S Hauptbahnhof - Telegrafenberg
- 692 Bornim, Institut für Agrartechnik - Klinikum
- 693 S Babelsberg/Lutherplatz - Bhf Rehbrücke
- 694 Hermannswerder, Küsselstr. - Drewitz, Stern-Center
- 695 S Hauptbahnhof - Bhf Pirschheideseit
- 696 S Griebnitzsee - Drewitz, Robert Baberske Straße
- 697 (Bornstedt, Kirschallee -) Am Schragen -Neukladower Allee (Berlino)
- 698 Nedlitz, Weißer See - Bornstedt
- 699 Bhf Rehbrücke - Am Stern, Johannes Kepler Platz via Stern Center.[2]

La ViP gestisce anche 1 linea di traghetto:
- F1 Hermannswerder <> Auf dem Kiewitt[3]

Le 7 linee tranviarie urbane della ViP in esercizio sono:

- 91 Bhf Pirschheide <> Bhf Rehbrücke
- 92 Bornstedt, Kirschallee <> Kirchsteigfeld,        Marie-Juchacz- Straße
- 93 Glienicker Brücke <> Bhf Rehbrücke
- 94 Schloß Charlottenhof <> Babelsberg, Fontanestraße
- 96 Bornstedter Feld, Viereckremise <> Kirchsteigfeld, Marie-Juchacz- Straße)
- 98 Bhf Pirschheide <> Schlaatz, Bisamkiez
- 99 Babelsberg, Fontanestr. <> Schlaatz, Bisamkiez[4]

Fino al 22 Gennaio 1995, la ViP gestiva anche 2 linee di Filobus:

- 690 (dal 1949 al 1991, Linea A) Babelsberg, Goethestraße - Karl-Liebknecht-Straße - Bahnhof Babelsberg - Bahnhof Drewitz - Steinstraße
- 691 (dal 1949 al 1991, Linea B) Babelsberg-Nord - Karl-Liebknecht-Straße - Bahnhof Babelsberg - Bahnhof Drewitz - Steinstraße